# Greg Wittman
H. Gregory Wittman, detto Greg (Rockingham, 10 maggio 1947), è un ex cestista statunitense, professionista nella ABA.

## Carriera
Venne selezionato dai Seattle SuperSonics al settimo giro del Draft NBA 1969 (88ª scelta assoluta).